# Suha (Šuljci, Foča, BiH)
Suha je naseljeno mjesto u općini Foča, Republika Srpska, BiH. 
Godine 1962. godine pripojena je Šuljcima (Sl.list NRBiH, br.47/62). Suha je 1962. većinski srpsko mjesto, a isticala se po tome što je u Podrinju bila među naseljima s relativno većim udjelom Hrvata od 9,15%, dok su drugdje u Podrinju Hrvati uglavnom znatno malobrojniji.

## Stanovništvo
| Narod     | Popis 1961. |
| --------- | ----------- |
| Hrvati    | 14          |
| Muslimani | 19          |
| Srbi      | 114         |
| ostali    |             |
| Ukupno    | 153         |